# Symmachiarii
Symmachiarii es un grupo ultra de seguidores del club de fútbol español Real Oviedo. El grupo se fundó en 1994. Se caracteriza por sus tres pilares fundamentales: el apoliticismo, el oviedismo y el antisportinguismo, por tener una rivalidad regional con el Real Sporting de Gijón.  Cuenta con más de 700 miembros en activo y está integrado dentro de la grada de animación "Fondo Norte 1926" del Estadio Carlos Tartiere. En ese fondo, lucen el lema de "Los del 94", ante la prohibición de La Liga de mostrar la pancarta con su nombre desde hace unos años.
Su nombre proviene de la denominación que tenían unas tropas romanas que luchaban con sus propias armas y tácticas, bajo el mando de un oficial del imperio. Eran conocidos por su bravura y coraje.
Su carácter apolítico ha sido recalcado en numerosas ocasiones, a diferencia de sus antecesores en la grada: la Peña Chiribí y las Brigadas Azules. Symmachiarii defiende que la política y el fútbol no deben estar ligados y es por eso, que en la grada se intenta que nadie muestre ninguna tendencia política ni ningún elemento político.
Son conocidos por los impresionantes tifos que han realizado a lo largo de los años, de entre los que cabe destacar el del Ave Fénix en el playoff de ascenso a Segunda B en 2005 contra el Real Ávila,el de "Oviedo, por todo y ante todo" en el derbi asturiano de 2018 o el del cuélebre en el playoff de ascenso a Primera en 2024 contra el Eibar,entre muchos otros. Además, en el año 2003, tras el descenso del Oviedo a la tercera división, se involucraron activamente en las tareas cotidianas del club.